# Quercus libani
Quercus libani G.Olivier – gatunek roślin z rodziny bukowatych (Fagaceae Dumort.). Występuje naturalnie we wschodniej Turcji, Libanie, Syrii, północno-zachodnim Iraku oraz zachodnim Iranie. Do Europy został introdukowany w 1856 (Wielka Brytania). 

## Morfologia

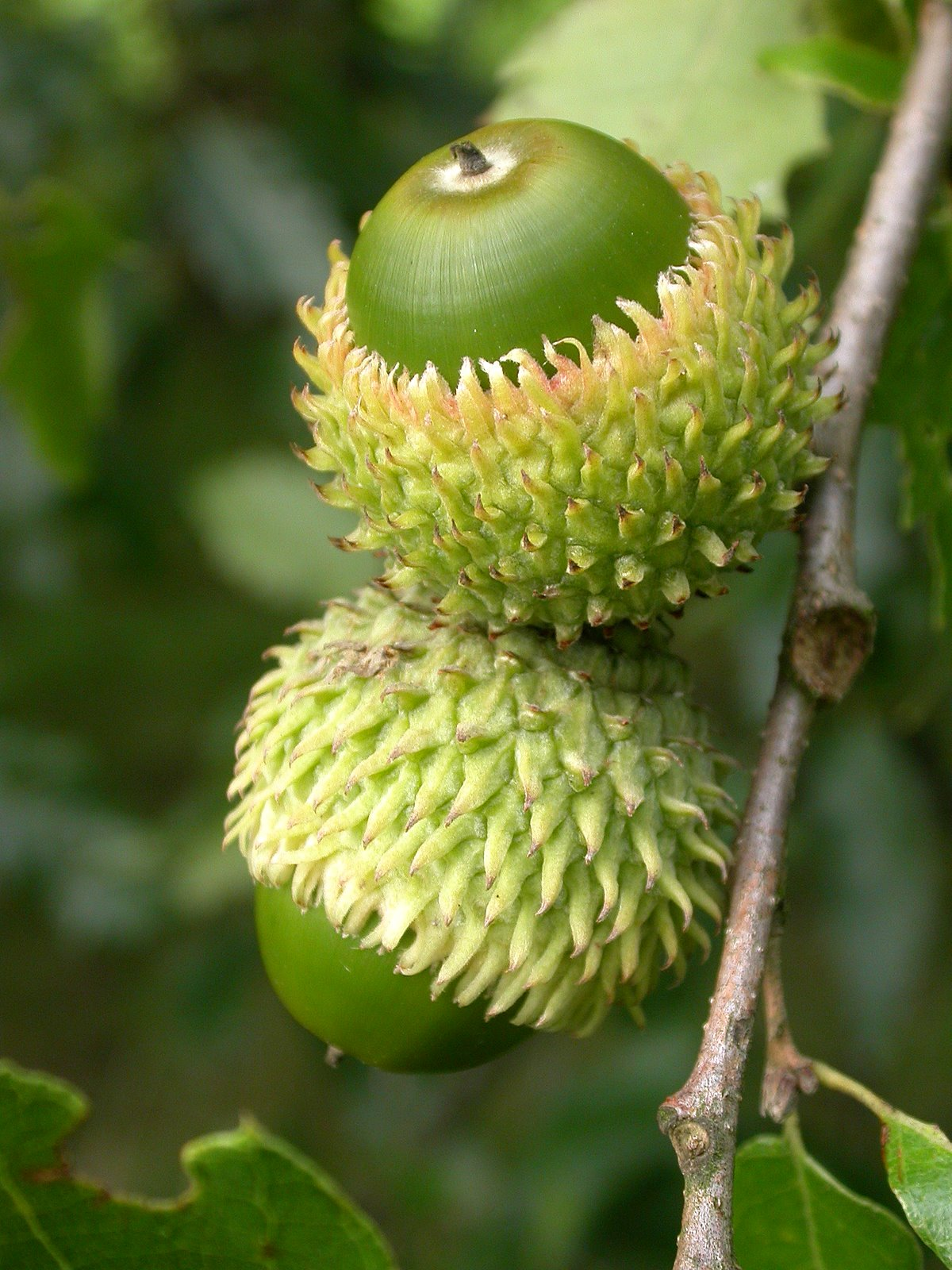
Żołędzie

PokrójDrzewo dorastające do 10–20 m wysokości. Kora ma ciemnoszarą barwę z pomarańczowymi rowkami. Gałązki są szorstkie i mają oliwkowo-brązową barwę. Pąki są łuszczące się i mają czerwono-brązową barwę.
LiścieBlaszka liściowa ma kształt od lancetowatego do owalnie lanceotwatego. Mierzy 4–10 cm długości oraz 2–3 cm szerokości, ma zaokrągloną nasadę i ostry wierzchołek. Górna powierzchnia jest błyszcząca i ma ciemnozieloną barwę, natomiast od spodu są bledsze i lekko owłosione. Mają 10–16 par nerwów, z których każdy kończy się na ząbku na brzegu blaszki. Ogonek liściowy jest smukły i ma 6–10 mm długości.
OwoceOrzechy zwane żołędziami dorastające do 20 mm długości. Osadzone są pojedynczo na krótkich, grubych szypułkach w miseczkach z długimi, zakrzywionymi i owłosionymi łuskami. Orzechy otulone są w miseczkach do 75% ich długości. Dojrzewają w drugim roku.
Gatunki podobneRoślina podobna jest do gatunku Q. trojana, jednak różni się od niego blaszką liściową o gęściej ząbkowanym brzegu, osadzoną na dłuższych ogonkach liściowych. Ponadto ma większe owoce.

## Biologia i ekologia
Jest gatunkiem odpornym na mróz. Może rosnąć na wszystkich typach gleb.